# Ulster Open
Die Ulster Open sind offene internationale Meisterschaften von Nordirland und eines der ältesten internationalen Badmintonturniere der Welt. Sie fanden erstmals in den 1910er Jahren statt. Im Badminton gehört Nordirland zum irischen Badmintonverband, sodass die Titelkämpfe zu den bedeutendsten Meisterschaften Irlands gehören.

## Die Sieger
| Saison    | Herreneinzel         | Dameneinzel        | Herrendoppel                        | Damendoppel                     | Mixed                           |
| --------- | -------------------- | ------------------ | ----------------------------------- | ------------------------------- | ------------------------------- |
| vor 1979  | keine Daten          | keine Daten        | keine Daten                         | keine Daten                     | keine Daten                     |
| 1979      | Bill Thompson        | Diane Underwood    | Bill Thompson Clifford McIlwaine    | Diane Underwood Barbara Beckett | Bill Thompson Barbara Beckett   |
| 1980 1987 | keine Daten          | keine Daten        | keine Daten                         | keine Daten                     | keine Daten                     |
| 1988      | Anthony Gallagher    | Sarah Hore         | Alex White Dan Travers              | keine Daten                     | Dan Travers Christine Heatly    |
| 1989 2008 | keine Daten          | keine Daten        | keine Daten                         | keine Daten                     | keine Daten                     |
| 2009      | Niall Tierney        | Sinead Chambers    | Daniel Magee Niall Tierney          | Fiona Glennon Pauline Glennon   | Matthew Gleave Sinead Chambers  |
| 2010      | Scott David Burnside | Alannah Stephenson | Daniel Magee Niall Tierney          | Fiona Glennon Jennie King       | Mark Topping Karen Bing         |
| 2011      | Niall Tierney        | Sinead Chambers    | Daniel Magee Niall Tierney          | Sinead Chambers Jennie King     | Daniel Magee Fiona Glennon      |
| 2012      | Tony Stephenson      | Sinead Chambers    | Tony Murphy Tony Stephenson         | Sinead Chambers Jennie King     | Tony Stephenson Keelin Fox      |
| 2013      | keine Daten          | keine Daten        | keine Daten                         | keine Daten                     | keine Daten                     |
| 2014      | Tony Stephenson      | Alannah Stephenson | Tony Murphy Tony Stephenson         | Sinead Chambers Caroline Black  | Ryan Stewart Keady Smith        |
| 2015      | Nhat Nguyen          | Sara Boyle         | Tony Murphy Tony Stephenson         | Sinead Chambers Jennie King     | Ciaran Chambers Sinead Chambers |
| 2016      | Tony Stephenson      | Sara Boyle         | Tony Murphy Tony Stephenson         | Sinead Chambers Jennie King     | Ciaran Chambers Sinead Chambers |
| 2017      | Tony Stephenson      | Moya Ryan          | Tony Murphy Tony Stephenson         | Sinead Chambers Jennie King     | Ciaran Chambers Sinead Chambers |
| 2018      | Mark Brady           | Rachael Woods      | Mark Brady Ciaran Chambers          | Kate Frost Moya Ryan            | Daniel Magee Kate Frost         |
| 2019      | Adam McAllister      | Sara Boyle         | Jack O’Brien Callum Thomas          | Orla Flynn Vicki Pesti          | Daniel Magee Sara Boyle         |
| 2020 2021 | nicht ausgetragen    | nicht ausgetragen  | nicht ausgetragen                   | nicht ausgetragen               | nicht ausgetragen               |
| 2022      | Matthew Cheung       | nicht ausgetragen  | Matthew Cheung Sean Patrick Laureta | Orla Flynn Neasa Flynn          | Declan Bennett Lauren Au        |
| 2023      | Matthew Cheung       | Sophia Noble       | Declan Bennett Callum Thomas        | Lucy Fox Dijia Ma               | Declan Bennett Lauren Au        |
| 2024      | Dylan Noble          | Laura Comer        | Declan Bennett Daniel O'Meara       | Kate Frost Jennie King          | Ciaran Chambers Sinead Chambers |